# Apelul la frică
Un apel la frică (denumit și argumentum ad metam sau argumentum in terrorem) este o eroare de logică în care o persoană încearcă să-și susțină argumentul prin provocarea fricii oponentului și folosirea prejudecăților sau superstițiilor. Apelul la frică este foarte uzual în marketing și politică.

## Logica
Această eroare de logică are următoarea formă a argumentului:
Fie P sau Q
Q este înfricoșător
Prin urmare, P este adevărat.
Argumentul este invalid. Apelul la emoții este folosit pentru a exploata frica și crea suport pentru propunearea vorbitorului, adică susținerea propoziției P. De asemenea, este folosită adesea și falsa dilemă, sugerând că P din ideea propusă este singura alternativă.

## Ca persuasiune
Apelurile la frică sunt frecvent folosite în marketing și politici sociale ca metode de convingere. Frica este un factor efectiv de schimbare a atitudinii, în special frica datorată excluderii sociale sau frica de a fi concediat de la locul de muncă. Apelurile la frică nu sunt monotone, în sensul ca nivelul de persuasiune nu crește proporțional cu nivelul fricii. Studii privind publicitatea oficială privind SIDA a arătat că dacă mesajul este prea agresiv sau prea înficoșător, el este respins de indivizi, folosirea fricii în mod mai moderat are o eficiență mai mare. 

Noam Chomsky, printre alții, a sugerat că apelul la frică joacă un rol social în opresia la scală largă. În conformitate cu această idee, instituțiile politice și mass media folosesc apelul la frică pentru a crește conformismul social și menține status quo-ul.

## Exemple
- "Nimeni niciodată nu a fost concediat pentru că a cumpărat un IBM."
- "Dacă nu introducem cipuri pe pașapoarte, teroriștii vor ataca din nou."
- "Nu vrem ca fumul de la armele de foc să devină nori în formă de ciupercă." Președintele SUA, George W. Bush
- "Dacă inculpatul nu va fi achitat, vor fi lupte de stradă. De aceea el e vinovat."
- "Nu cred că vreți ca dl. Jones să se întoarcă, nu?"- exemplu de propagandă bazată pe frică, din satira "Ferma animalelor" de George Orwell.
- "Crede în Dumnezeu sau vei arde veșnic în iad." (acesta de asemenea folosește apelul la forță)
- "Ar trebui să nu mai bei dacă nu vrei să mori tânăr ca tatăl tău."
- "Dacă nu termini liceul, vei rămâne sărac toată viața."

## Vezi
- Logică